# Метод Чепмена — Энскога
Метод Чепмена — Энскога (теория Чепмена — Энскога) — метод решения кинетического уравнения Больцмана. На его основе могут быть получены уравнения газовой гидродинамики из уравнения Больцмана. Этот метод оправдывает феноменологические определяющие соотношения, возникающие в гидродинамических описаниях, таких как уравнения Навье — Стокса. При этом получаются выражения для различных коэффициентов переноса, таких как теплопроводность и вязкость, через молекулярные параметры. Таким образом, теория Чепмена — Энскога представляет собой важный шаг в переходе от микроскопического описания, основанного на частицах, к континуальному гидродинамическому описанию.
Теория названа в честь Сидни Чепмена и Дэвида Энскога, которые представили её независимо в 1916 и 1917 годах.

## Описание
Отправной точкой метода Чепмена — Энскога является уравнение Больцмана для одночастичной функции распределения. {\displaystyle f(\mathbf {r} ,\mathbf {v} ,t)}:
{\displaystyle {\frac {\partial f}{\partial t}}+\mathbf {v\cdot } {\frac {\partial f}{\partial \mathbf {r} }}+{\frac {\mathbf {F} }{m}}\cdot {\frac {\partial f}{\partial \mathbf {v} }}={\hat {C}}f,}
где {\displaystyle {\hat {C}}} — нелинейный интегральный оператор, моделирующий эволюцию {\displaystyle f} при межчастичных столкновениях. Эта нелинейность затрудняет решение полного уравнения Больцмана и мотивирует разработку приближённых методов, таких как метод, предоставляемый теорией Чепмена — Энскога.
Учитывая эту отправную точку, различные предположения, лежащие в основе кинетического уравнения Больцмана, переносятся и на теорию Чепмена — Энскога. Самый простой из них требует разделения масштаба между продолжительностью столкновения {\displaystyle \tau _{\mathrm {c} }} и среднее свободное время между столкновениями {\displaystyle \tau _{\mathrm {f} }} : {\displaystyle \tau _{\mathrm {c} }\ll \tau _{\mathrm {f} }}. Это условие гарантирует, что столкновения являются чётко определёнными событиями в пространстве и времени, и выполняется, если безразмерный параметр {\displaystyle \gamma \equiv r_{\mathrm {c} }^{3}n} мал, где {\displaystyle r_{\mathrm {c} }} — диапазон межчастичных взаимодействий и {\displaystyle n} — плотность числа частиц. В дополнение к этому предположению теория Чепмена — Энскога также требует, чтобы {\displaystyle \tau _{\mathrm {f} }} было намного меньше любых внешних временных масштабов {\displaystyle \tau _{\text{ext}}}. Это временные рамки, связанные с членами левой части уравнения Больцмана, которые описывают изменения состояния газа на макроскопических длинах. Обычно их значения определяются начальными/граничными условиями и/или внешними полями. Такое разделение масштабов означает, что столкновительный член в правой части уравнения Больцмана намного меньше, чем потоковые члены в левой части. Таким образом, приближённое решение можно найти из
{\displaystyle {\hat {C}}f=0.}
Можно показать, что решение этого уравнения является гауссовым:
{\displaystyle f=n(\mathbf {r} ,t)\left({\frac {m}{2\pi k_{B}T(\mathbf {r} ,t)}}\right)^{3/2}\exp \left[-{\frac {m\left(\mathbf {v} -\mathbf {v} _{0}(\mathbf {r} ,t)\right)^{2}}{2k_{B}T(\mathbf {r} ,t)}}\right],}
где {\displaystyle m} — масса молекулы и {\displaystyle k_{B}} — постоянная Больцмана. Говорят, что газ находится в локальном равновесии, если он удовлетворяет этому уравнению. Предположение о локальном равновесии приводит непосредственно к уравнениям Эйлера, которые описывают жидкости без диссипации, то есть с теплопроводностью и вязкостью, равными {\displaystyle 0} . Основная цель теории Чепмена — Энскога — систематическое получение обобщений уравнений Эйлера, учитывающих диссипацию. Это достигается путем выражения отклонений от локального равновесия в виде ряда теории возмущений по числу Кнудсена {\displaystyle {\text{Kn}}}, что мало, если {\displaystyle \tau _{\mathrm {f} }\ll \tau _{\text{ext}}}. Концептуально полученные гидродинамические уравнения описывают динамическое взаимодействие между свободным потоком и межчастичными столкновениями. Последние имеют тенденцию подталкивать газ к локальному равновесию, тогда как первые воздействуют на пространственные неоднородности, выводя газ из локального равновесия. Когда число Кнудсена порядка 1 и более, газ в рассматриваемой системе нельзя назвать жидкостью.
Для первого порядка по {\displaystyle {\text{Kn}}} получаются уравнения Навье — Стокса. Второй и третий порядки приводят соответственно к уравнениям Барнетта и суперуравнениям Барнетта.

## Математическая формулировка
Поскольку число Кнудсена появляется в уравнении Больцмана не явно, а неявно в терминах функции распределения и граничных условий, фиктивная переменная {\displaystyle \varepsilon } вводится для отслеживания соответствующих порядков разложения Чепмена — Энскога
{\displaystyle {\frac {\partial f}{\partial t}}+\mathbf {v\cdot } {\frac {\partial f}{\partial \mathbf {r} }}+{\frac {\mathbf {F} }{m}}\cdot {\frac {\partial f}{\partial \mathbf {v} }}={\frac {1}{\varepsilon }}{\hat {C}}f.}
Маленькое значение {\displaystyle \varepsilon } подразумевает, что столкновительный член {\displaystyle {\hat {C}}f} доминирует над потоками {\displaystyle \mathbf {v\cdot } {\frac {\partial f}{\partial \mathbf {r} }}+{\frac {\mathbf {F} }{m}}\cdot {\frac {\partial f}{\partial \mathbf {v} }}}, что аналогично утверждению о малости числа Кнудсена. Таким образом, подходящей формой разложения Чепмена — Энскога является
{\displaystyle f=f^{(0)}+\varepsilon f^{(1)}+\varepsilon ^{2}f^{(2)}+\cdots \ .}
Решения, которые можно формально разложить таким образом, известны как нормальные решения уравнения Больцмана. Этот класс решений исключает непертурбативные вклады (такие как {\displaystyle e^{-1/\varepsilon }}), которые возникают в пограничных слоях или вблизи внутренних ударных слоёв. Таким образом, метод Чепмена — Энскога ограничивается ситуациями, в которых такими решениями можно пренебречь.
Подставив это разложение и приравняв коэффециенты при соотстветствующих степенях {\displaystyle \varepsilon } приводит к иерархии
{\displaystyle {\begin{aligned}J(f^{(0)},f^{(0)})&=0\\2J(f^{(0)},f^{(n)})&=\left({\frac {\partial }{\partial t}}+\mathbf {v\cdot } {\frac {\partial }{\partial \mathbf {r} }}+{\frac {\mathbf {F} }{m}}\cdot {\frac {\partial }{\partial \mathbf {v} }}\right)f^{(n-1)}-\sum _{m=1}^{n-1}J(f^{(n)},f^{(n-m)}),\qquad n>0,\end{aligned}}}
где {\displaystyle J} — интегральный оператор, линейный по обоим аргументам, удовлетворяющий условию {\displaystyle J(f,g)=J(g,f)} и {\displaystyle J(f,f)={\hat {C}}f}. Решение первого уравнения является гауссовским:
{\displaystyle f^{(0)}=n'(\mathbf {r} ,t)\left({\frac {m}{2\pi k_{B}T'(\mathbf {r} ,t)}}\right)^{3/2}\exp \left[-{\frac {m\left(\mathbf {v} -\mathbf {v} '_{0}(\mathbf {r} ,t)\right)^{2}}{2k_{B}T'(\mathbf {r} ,t)}}\right].}
для некоторых функций {\displaystyle n'(\mathbf {r} ,t)}, {\displaystyle \mathbf {v} '_{0}(\mathbf {r} ,t)}, и {\displaystyle T'(\mathbf {r} ,t)}. Выражение для {\displaystyle f^{(0)}} предполагает связь между этими функциями и физическими гидродинамическими полями, определяемыми как моменты {\displaystyle f(\mathbf {r} ,\mathbf {v} ,t)}:
{\displaystyle {\begin{aligned}n(\mathbf {r} ,t)&=\int f\,d\mathbf {v} \\n(\mathbf {r} ,t)\mathbf {v} _{0}(\mathbf {r} ,t)&=\int \mathbf {v} f\,d\mathbf {v} \\n(\mathbf {r} ,t)T(\mathbf {r} ,t)&=\int {\frac {m}{3k_{B}}}\mathbf {v} ^{2}f\,d\mathbf {v} .\end{aligned}}}
Однако эти два набора функций не обязательно одинаковы для {\displaystyle \varepsilon >0} (для {\displaystyle \varepsilon =0} они равны по определению). Действительно, систематически продвигаясь по иерархии, можно обнаружить, что аналогично {\displaystyle f^{(0)}}, каждый {\displaystyle f^{(n)}} также содержит произвольные функции {\displaystyle \mathbf {r} } и {\displaystyle t} связь которых с физическими гидродинамическими полями априори неизвестна. Одно из ключевых упрощающих предположений теории Чепмена — Энскога состоит в том, чтобы предположить, что эти произвольные в остальном функции могут быть записаны через точные гидродинамические поля и их пространственные градиенты. Другими словами, пространственная и временная зависимость {\displaystyle f} входит лишь неявно через гидродинамические поля. Это утверждение физически правдоподобно, поскольку малые числа Кнудсена соответствуют гидродинамическому режиму, при котором состояние газа определяется исключительно гидродинамическими полями. В случае {\displaystyle f^{(0)}}, функции {\displaystyle n'(\mathbf {r} ,t)}, {\displaystyle \mathbf {v} '_{0}(\mathbf {r} ,t)}, и {\displaystyle T'(\mathbf {r} ,t)} предполагаются в точности равными физическим гидродинамическим полям.
Хотя эти предположения физически правдоподобны, остаётся вопрос, действительно ли существуют решения, удовлетворяющие этим свойствам. Точнее, нужно показать, что существуют решения, удовлетворяющие условиям
{\displaystyle {\begin{aligned}\int \sum _{n=1}^{\infty }\varepsilon ^{n}f^{(n)}\,d\mathbf {v} =0=\int \sum _{n=1}^{\infty }\varepsilon ^{n}f^{(n)}\mathbf {v} ^{2}\,d\mathbf {v} \\\int \sum _{n=1}^{\infty }\varepsilon ^{n}f^{(n)}v_{i}\,d\mathbf {v} =0,\qquad i\in \{x,y,z\}.\end{aligned}}}
Более того, даже если такие решения существуют, остаётся дополнительный вопрос: охватывают ли они полный набор нормальных решений уравнения Больцмана, то есть не представляют ли они искусственное ограничение исходного разложения по {\displaystyle \varepsilon }. Одним из ключевых технических достижений метода Чепмена — Энскога является положительный ответ на оба этих вопроса. Таким образом, по крайней мере на формальном уровне подход Чепмена — Энскога не теряет общности.
Установив эти формальные соображения, можно приступить к расчету {\displaystyle f^{(1)}}. Результат
{\displaystyle f^{(1)}=\left[-{\frac {1}{n}}\left({\frac {2k_{B}T}{m}}\right)^{1/2}\mathbf {A} (\mathbf {v} )\cdot \nabla \ln T-{\frac {2}{n}}\mathbb {B(\mathbf {v} )\colon \nabla } \mathbf {v} _{0}\right]f^{(0)},}
где {\displaystyle \mathbf {A} (\mathbf {v} )} — вектор и {\displaystyle \mathbb {B} (\mathbf {v} )} — тензор, каждый из которых являются решением линейного неоднородного интегрального уравнения, которое можно найти явно с помощью полиномиального разложения. Здесь двоеточие обозначает двойное точечное произведение, {\displaystyle \mathbb {T} :\mathbb {T'} =\sum _{i}\sum _{j}T_{ij}T'_{ji}} для тензоров {\displaystyle \mathbb {T} }, {\displaystyle \mathbb {T'} }.

## Предсказания
В первом порядке по числу Кнудсена тепловой поток {\displaystyle \mathbf {q} ={\frac {m}{2}}\int f\mathbf {v} ^{2}\mathbf {v} \,d\mathbf {v} } установлено, что он подчиняется закону теплопроводности Фурье,
{\displaystyle \mathbf {q} =-\lambda \nabla T,}
и тензор потока импульса {\displaystyle \mathbf {\sigma } =m\int (\mathbf {v} -\mathbf {v} _{0})(\mathbf {v} -\mathbf {v} _{0})^{\mathsf {T}}f\,\mathrm {d} \mathbf {v} } — ньютоновская жидкость,
{\displaystyle \mathbf {\sigma } =p\mathbb {I} -\mu \left(\nabla \mathbf {v_{0}} +\nabla \mathbf {v_{0}} ^{T}\right)+{\frac {2}{3}}\mu (\nabla \cdot \mathbf {v_{0}} )\mathbb {I} ,}
где {\displaystyle \mathbb {I} } — тождественный тензор, {\displaystyle \lambda } и {\displaystyle \mu } — теплопроводность и вязкость. Их можно рассчитать явно через молекулярные параметры путём решения линейного интегрального уравнения; в таблице ниже суммированы результаты для нескольких важных молекулярных моделей ({\displaystyle m} это масса молекулы и {\displaystyle k_{B}} — постоянная Больцмана).
| Model                                                                                           | {\displaystyle \mu } | {\displaystyle \lambda }                                              | Notes |
| ----------------------------------------------------------------------------------------------- | --- | --------------------------------------------------------------------- | --- |
| Жесткие упругие сферы диаметром {\displaystyle \sigma }                                         | {\displaystyle 1.016\cdot {\frac {5}{16\sigma ^{2}}}\left({\frac {k_{B}mT}{\pi }}\right)^{1/2}}                                                                                               | {\displaystyle 2.522\cdot {\frac {3}{2}}{\frac {k_{B}}{m}}\cdot \mu } | С точностью до 3 десятичных знаков. |
| Молекулы с силой отталкивания {\displaystyle \kappa /r^{\nu }}                                  | {\displaystyle {\frac {5}{8}}{\frac {1}{A_{2}(\nu )\Gamma \left(4-{\frac {2}{\nu -1}}\right)}}\left({\frac {k_{B}mT}{\pi }}\right)^{1/2}\left({\frac {2k_{B}T}{\kappa }}\right)^{2/(\nu -1)}} | {\displaystyle {\frac {15}{4}}{\frac {k_{B}}{m}}\cdot \mu }           | {\displaystyle \Gamma } обозначает Гамма-функция, а {\displaystyle A_{2}(\nu )} — числовой коэффициент. Чепмен и Коулинг перечисляют несколько значений последнего, например. {\displaystyle A_{2}(5)=0.436} and {\displaystyle A_{2}(11)=0.319}.                                            |
| Lennard-Jones potential: {\displaystyle V(r)=4\varepsilon \{(\sigma /r)^{12}-(\sigma /r)^{6}\}} | {\displaystyle {\frac {5}{8\sigma ^{2}}}\left({\frac {k_{B}mT}{\pi }}\right)^{1/2}\cdot {\frac {1}{{\mathcal {W}}_{1}^{(2)}(2)}}}                                                             | {\displaystyle {\frac {15}{4}}{\frac {k_{B}}{m}}\cdot \mu }           | {\displaystyle {\mathcal {W}}_{1}^{(2)}(2)} является функцией {\displaystyle k_{B}T/\varepsilon }, которую можно вычислить численно. Варьируется от {\displaystyle 5.682} для {\displaystyle k_{B}T/\varepsilon =0.3} до {\displaystyle 1.1738} для {\displaystyle k_{B}T/\varepsilon =100}. |

Из этих результатов можно получить уравнения Навье — Стокса. Учёт моментов скорости уравнения Больцмана приводит к точным уравнениям баланса гидродинамических полей {\displaystyle n(\mathbf {r} ,t)}, {\displaystyle \mathbf {v} _{0}(\mathbf {r} ,t)}, и {\displaystyle T(\mathbf {r} ,t)}:
{\displaystyle {\begin{aligned}{\frac {\partial n}{\partial t}}+\nabla \cdot \left(n\mathbf {v} _{0}\right)&=0\\{\frac {\partial \mathbf {v} _{0}}{\partial t}}+\mathbf {v} _{0}\cdot \nabla \mathbf {v} _{0}-{\frac {\mathbf {F} }{m}}+{\frac {1}{n}}\nabla \cdot \mathbf {\sigma } &=0\\{\frac {\partial T}{\partial t}}+\mathbf {v} _{0}\cdot \nabla T+{\frac {2}{3k_{B}n}}\left(\mathbf {\sigma :} \nabla \mathbf {v} _{0}+\nabla \cdot \mathbf {q} \right)&=0.\end{aligned}}}
Как и в предыдущем разделе, двоеточие обозначает двойное точечное произведение, {\displaystyle \mathbb {T} :\mathbb {T'} =\sum _{i}\sum _{j}T_{ij}T'_{ji}}. Подставив выражения Чепмена — Энскога вместо {\displaystyle \mathbf {q} } и {\displaystyle \sigma }, приходим к уравнениям Навье — Стокса.

### Сравнение с экспериментом
Важным предсказанием теории Чепмена — Энскога является то, что вязкость, {\displaystyle \mu }, не зависит от плотности (это можно увидеть для каждой молекулярной модели в таблице 1, но на самом деле это не зависит от модели). Этот противоречивый результат восходит к Джеймсу Клерку Максвеллу, который вывел его в 1860 году на основе более элементарных кинетических аргументов. Это хорошо проверено экспериментально для газов обычных плотностей.
| Гелий   | 2,45  |
| Неон    | 2,52  |
| Аргон   | 2,48  |
| Криптон | 2,535 |
| Ксенон  | 2,58  |

С другой стороны, теория предсказывает, что {\displaystyle \mu } зависит от температуры. Для жёстких упругих сфер прогнозируемое масштабирование равно {\displaystyle \mu \propto T^{1/2}}, в то время как другие модели обычно демонстрируют большее изменение в зависимости от температуры. Например, для молекул, отталкивающихся друг от друга с силой {\displaystyle \propto r^{-\nu }} прогнозируемое масштабирование имеет вид {\displaystyle \mu \propto T^{s}}, где {\displaystyle s=1/2+2/(\nu -1)}. Принимая {\displaystyle s=0.668}, соответствующий {\displaystyle \nu \approx 12.9}, показывает разумное согласие с экспериментально наблюдаемым масштабированием для гелия. Для более сложных газов согласие не столь хорошее, скорее всего, из-за пренебрежения силами притяжения. Действительно, модель Леннарда — Джонса, включающую в себя притяжения, можно привести в большее соответствие с экспериментом (хотя и за счёт более непрозрачной модели). {\displaystyle T} зависимость; см. запись Леннарда — Джонса в таблице 1). Для лучшего согласия с экспериментальными данными, чем то, которое было получено с помощью модели Леннарда — Джонса, использовался более гибкий потенциал Ми, дополнительная гибкость этого потенциала позволяет точно прогнозировать транспортные свойства смесей различных типов сферически-симметричных молекул.
Теория Чепмена — Энскога также предсказывает простую связь между теплопроводностью: {\displaystyle \lambda } и вязкостью, {\displaystyle \mu }, в виде {\displaystyle \lambda =f\mu c_{v}}, где {\displaystyle c_{v}} — удельная теплоёмкость при постоянном объёме и {\displaystyle f} — численный фактор. Для сферически-симметричных молекул его значение, по прогнозам, будет очень близко к {\displaystyle 2.5} слегка зависящим от модели. Например, жёсткие упругие сферы имеют {\displaystyle f\approx 2.522}, а молекулы с силой отталкивания {\displaystyle \propto r^{-13}} имеют {\displaystyle f\approx 2.511} (последнее отклонение в таблице 1 не учитывается). Частный случай молекул Максвелла (сила отталкивания {\displaystyle \propto r^{-5}}) имеет {\displaystyle f=2.5} точно. Поскольку {\displaystyle \lambda }, {\displaystyle \mu }, и {\displaystyle c_{v}} могут быть измерены непосредственно в экспериментах, простой экспериментальной проверкой теории Чепмена — Энскога является измерение {\displaystyle f} для сферически-симметричных благородных газов. Таблица 2 показывает, что существует разумное согласие между теорией и экспериментом.

## Расширения
Основные принципы теории Чепмена — Энскога можно распространить на более разнообразные физические модели, включая газовые смеси и молекулы с внутренними степенями свободы. В режиме высокой плотности теория может быть адаптирована для учёта столкновительного переноса импульса и энергии, то есть переноса по диаметру молекулы во время столкновения, а не по средней длине свободного пробега (между столкновениями). Включение этого механизма предсказывает плотностную зависимость вязкости при достаточно высокой плотности, что также наблюдается экспериментально. Получение поправок, используемых для учёта переноса во время столкновения для мягких молекул (то есть молекул Леннарда — Джонса или Ми), в целом нетривиально, но успех был достигнут при применении теории возмущений Баркера — Хендерсона для точного описания этих эффектов с точностью вплоть до критической плотности различных смесей жидкостей.
Можно также провести теорию в более высоком порядке по числу Кнудсена. В частности, вклад второго порядка {\displaystyle f^{(2)}} был рассчитан Барнеттом. Однако в общих обстоятельствах эти поправки более высокого порядка могут не дать надёжных улучшений теории первого порядка из-за того, что разложение Чепмена — Энскога не всегда сходится. С другой стороны, считается, что разложение, по крайней мере, асимптотично для решений уравнения Больцмана, и в этом случае усечение на низком уровне всё ещё даёт точные результаты. Даже если поправки более высокого порядка действительно позволяют улучшить для данной системы, до сих пор ведутся споры по поводу интерпретации соответствующих гидродинамических уравнений.

### Пересмотренная теория Энскога
Распространение теории Чепмена — Энскога для многокомпонентных смесей на повышенные плотности, в частности, плотности, при которых кообъем смеси не пренебрежимо мал, было осуществлено в серии работ Э. Г. Д. Коэна и других и была придумана пересмотренная теория Энскога (RET). Успешный вывод RET последовал за несколькими предыдущими попытками получить тот же результат, но которые дали несовместимые с неравновесной термодинамикой выводы. Отправной точкой для разработки RET является модифицированная форма уравнения Больцмана для {\displaystyle s}-функции распределения частиц по скоростям,
{\displaystyle \left({\frac {\partial }{\partial t}}+\mathrm {v} _{i}\cdot {\frac {\partial }{\partial \mathrm {r} }}+{\frac {\mathrm {F} _{i}}{m_{i}}}\cdot {\frac {\partial }{\partial \mathrm {v} _{i}}}\right)f_{i}=\sum _{j}S_{ij}(f_{i},f_{j})}
где {\displaystyle \mathrm {v_{i}} (\mathrm {r} ,t)} — скорость частиц видов {\displaystyle i}, на позиции {\displaystyle \mathrm {r} } и время {\displaystyle t}, {\displaystyle m_{i}} — масса частицы, {\displaystyle \mathrm {F} _{i}} — внешняя сила, а столкновительные слагаемые
{\displaystyle S_{ij}(f_{i},f_{j})=\iiint \left[g_{ij}(\sigma _{ij}\mathrm {k} )f_{i}'(\mathrm {r} )f_{j}'(\mathrm {r} +\sigma _{ij}\mathrm {k} )-g_{ij}(-\sigma _{ij}\mathrm {k} )f_{i}(\mathrm {r} )f_{j}(\mathrm {r} -\sigma _{ij}\mathrm {k} )\right]d\tau }
Отличие этого уравнения от классической теории Чепмена — Энскога заключается в операторе потока {\displaystyle S_{ij}}, в рамках которого оценивается распределение скоростей двух частиц в разных точках пространства, разделенных {\displaystyle \sigma _{ij}\mathrm {k} }, где {\displaystyle \mathrm {k} } — единичный вектор вдоль линии, соединяющей центры масс двух частиц. Ещё одно существенное отличие связано с введением факторов {\displaystyle g_{ij}}, которые представляют повышенную вероятность столкновений из-за исключённого объёма. Классические уравнения Чепмена — Энскога восстанавливаются, при заменах {\displaystyle \sigma _{ij}=0} и {\displaystyle g_{ij}(\sigma _{ij}\mathrm {k} )=1}.
Важным моментом для успеха RET является выбор факторов {\displaystyle g_{ij}}, что интерпретируется как функция парного распределения, оцениваемая на расстоянии контакта {\displaystyle \sigma _{ij}}. Здесь следует отметить важное замечание: для получения результатов, согласующихся с неравновесной термодинамикой, следует рассматривать {\displaystyle g_{ij}} как функционалы полей плотности, а не как функции локальной плотности.

#### Результаты пересмотренной теории Энскога
Одним из первых результатов, полученных с помощью RET, который отличается от результатов классической теории Чепмена — Энскога, является уравнение состояния. В то время как из классической теории Чепмена — Энскога восстанавливается закон идеального газа, RET, разработанный для жёстких упругих сфер, даёт уравнение давления
{\displaystyle {\frac {p}{nkT}}=1+{\frac {2\pi n}{3}}\sum _{i}\sum _{j}x_{i}x_{j}\sigma _{ij}^{3}g_{ij}\,,}
которое согласуется с уравнением состояния Карнахана — Старлинга и сводится к закону идеального газа в пределе бесконечного разбавления (то есть когда {\displaystyle n\sum _{i}\sum _{j}x_{i}x_{j}\sigma _{ij}^{3}\ll 1})
Для коэффициентов переноса: вязкости, теплопроводности, диффузии и термодиффузии RET предоставляет выражения, которые точно сводятся к выражениям, полученным из классической теории Чепмена — Энскога в пределе бесконечного разбавления. Однако RET предсказывает зависимость теплопроводности от плотности, которую можно выразить в виде
{\displaystyle \lambda =(1+n\alpha _{\lambda })\lambda _{0}+n^{2}T^{1/2}\lambda _{\sigma }\,,}
где {\displaystyle \alpha _{\lambda }} и {\displaystyle \lambda _{\sigma }} — относительно слабые функции состава, температуры и плотности, а {\displaystyle \lambda _{0}} — теплопроводность, полученная из классической теории Чепмена — Энскога.
Аналогично полученное выражение для вязкости можно записать как
{\displaystyle \mu =(1+nT\alpha _{\mu })\mu _{0}+n^{2}T^{1/2}\mu _{\sigma }}
с параметрами {\displaystyle \alpha _{\mu }} и {\displaystyle \mu _{\sigma }} в виде слабо зависящих функций состава, температуры и плотности, а также {\displaystyle \mu _{0}} значения, полученного из классической теории Чепмена — Энскога.
Для коэффициентов диффузии и коэффициентов термодиффузии картина несколько сложнее. Однако одним из основных преимуществ RET по сравнению с классической теорией Чепмена — Энскога является то, что предсказывается зависимость коэффициентов диффузии от термодинамических факторов, то есть производных химических потенциалов по составу. Кроме того, RET не предсказывает строгой пропорциональности
{\displaystyle D\sim {\frac {1}{n}},\quad D_{T}\sim {\frac {1}{n}}}
для всех плотностей, а скорее предсказывает, что коэффициенты будут уменьшаться медленнее с плотностью при высоких плотностях, что хорошо согласуется с экспериментами. Эти модифицированные зависимости плотности также позволяют RET предсказать зависимость коэффициента термодиффузии от плотности:
{\displaystyle S_{T}={\frac {D_{T}}{D}},\quad \left({\frac {\partial S_{T}}{\partial n}}\right)_{T}\neq 0} ,
в то время как классическая теория Чепмена — Энскога предсказывает, что этот коэффициент, как вязкость и теплопроводность, не зависят от плотности.

#### Приложения
Хотя пересмотренная теория Энскога даёт много преимуществ по сравнению с классической теорией Чепмена — Энскога, ценой этого является то, что её значительно сложнее применять на практике. В то время как классическая теория Чепмена — Энскога может быть применена к сколь угодно сложным сферическим потенциалам при наличии достаточно точных и быстрых процедур интегрирования для оценки требуемых интегралов столкновений, пересмотренная теория Энскога, в дополнение к этому, требует знания контактного значения парной функции распределения.
Для смесей газов в моделях твёрдых сфер эту величину можно вычислить без больших затруднений, но для более сложных межмолекулярных потенциалов получить её вообще нетривиально. Однако определённый успех был достигнут при оценке контактного значения парной функции распределения для жидкостей Ми (которая состоит из частиц, взаимодействующих посредством обобщённого потенциала Леннарда — Джонса) и использовании этих оценок для прогнозирования транспортных свойств плотных газовых смесей и сверхкритических жидкостей.
Применение RET к частицам, взаимодействующим посредством реалистичных потенциалов, также ставит перед проблемой определения разумного «диаметра контакта» для мягких частиц. Хотя они однозначно определены для твёрдых сфер, до сих пор не существует общепринятого значения, которое следует использовать для контактного диаметра мягких частиц.